# 世界の12の弊害について
『世界の12の弊害について』  (せかいの12のへいがいについて、De duodecim abusivis saeculi) は630年から700年の間に書かれた作者不詳の政治・社会の道徳に関するヒベルノラテン語論文。中世ではヨーロッパ全土において広く知られていた。『世界の十二の悪習について』とも訳される。
この論文がアイルランド人宣教師によってヨーロッパ中に伝搬されはじめたのは8世紀のことであった。論文の作者は著名な人物ではないかとかつては考えられ、聖パトリックとされた時代やアウグスティヌスとされた時代もあったが、伝統的にはキプリアヌスであると見なされてきた。ところが、1909年にジークムント・ヘルマンによって作者は7世紀の無名のアイルランド人であるとする説が打ち立てられ、これ以来、作者を偽キプリアヌス (Pseudo-Cyprian) と呼び習すようになった。
「世界の12の弊害」とは「働かない賢者」「信仰なき老人」「従順でない若者」「施さない富豪」「謙虚でない女」「美徳なき貴顕」「議論好きのキリスト教徒」「尊大な貧者」「不公平な王」「怠慢な司教」「階級なき集団」「法を持たぬ人々」であると定められる。